# Joe Ely (album)
| Recensione              | Giudizio     |
| ----------------------- | ------------ |
| AllMusic                | [ 1 ]        |
| Robert Christgau        | A-           |
| Sputnikmusic            | 4.5 (Superb) |
| Dizionario del Pop-Rock | [ 4 ]        |
| 24.000 dischi           | [ 5 ]        |

Joe Ely è il primo album discografico solistico del musicista country statunitense Joe Ely, pubblicato dalla casa discografica MCA Records nel gennaio del 1977.

## Tracce
Lato A
1. I Had My Hopes Up High – 3:33 (Joe Ely) – Registrato il 30 agosto 1976
2. Mardi Gras Waltz – 2:49 (Joe Ely) – Registrato il 30 agosto 1976
3. She Never Spoke Spanish to Me – 3:33 (Butch Hancock) – Registrato il 30 agosto 1976
4. Gambler's Bride – 2:35 (Joe Ely) – Registrato il 2 settembre 1976
5. Suckin' a Big Bottle of Gin – 3:14 (Butch Hancock) – Registrato il 30 agosto 1976

Lato B
1. Tennessee's Not the State I'm In – 3:04 (Butch Hancock) – Registrato il 30 agosto 1976
2. If You Were a Bluebird – 2:58 (Butch Hancock) – Registrato il 2 settembre 1976
3. Treat Me Like a Saturday Night – 3:03 (Jimmie Gilmore) – Registrato il 2 settembre 1976
4. All My Love – 3:09 (Joe Ely) – Registrato il 30 agosto 1976
5. Johnny Blues – 4:09 (Joe Ely) – Registrato il 30 agosto 1976

## Musicisti
I Had My Hopes Up High
- Joe Ely - voce, chitarra acustica
- Chip Young - chitarra acustica
- Jesse Taylor - chitarra elettrica
- Lloyd Maines - chitarra pedal steel
- Bobby Emmons - pianoforte
- Gregg Wright - basso
- Steve Keeton - batteria
- Farrell Morris - percussioni

Mardi Gras Waltz
- Joe Ely - voce, chitarra acustica, armonica
- Lloyd Maines - chitarra acustica
- Jesse Taylor - chitarra elettrica
- Rick Hulett - chitarra elettrica, armonie vocali
- Lloyd Maines - chitarra pedal steel
- Bobby Emmons - pianoforte
- Steve Keeton - batteria

She Never Spoke Spanish to Me
- Joe Ely - voce, chitarra acustica
- Chip Young - chitarra acustica
- Jesse Taylor - chitarra elettrica, chitarra gut, chitarra a 12 corde
- Lloyd Maines - chitarra pedal steel
- Bobby Emmons - pianoforte elettrico
- Harrison Callaway - tromba
- Gregg Wright - basso
- Steve Keeton - batteria
- Farrell Morris - percussioni
- Rick Hulett - armonie vocali

Gambler's Bride
- Joe Ely - voce, chitarra acustica
- Chip Young - chitarra acustica
- Rick Hulett - chitarra acustica solista
- Jesse Taylor - chitarra elettrica
- Lloyd Maines - chitarra pedal steel
- Bobby Emmons - pianoforte
- Gregg Wright - basso
- Steve Keeton - batteria

Suckin' a Big Bottle of Gin
- Joe Ely - voce, chitarra acustica
- Chip Taylor - chitarra acustica
- Jesse Taylor - chitarra elettrica
- Lloyd Maines - chitarra pedal steel
- Bobby Emmons - clavinet, pianoforte
- Harrison Callaway (The Muscle Shoals Group) - tromba
- Charles Rose (The Muscle Shoals Group) - trombone
- Harvey Thompson (The Muscle Shoals Group) - sassofono tenore
- Ron Eades (The Muscle Shoals Group) - sassofono baritono
- Gregg Wright - basso
- Steve Keeton - batteria

Tennessee's Not the State I'm In
- Joe Ely - voce, armonica
- Chip Young - chitarra acustica
- Jesse Taylor - dobro, chitarra elettrica
- Lloyd Maines - chitarra pedal steel
- Bobby Emmons - pianoforte
- Gregg Wright - basso
- Steve Keeton - batteria
- Farrell Morris - percussioni
- Rick Hulett - armonie vocali

If You Were a Bluebird
- Joe Ely - voce, armonica
- Lloyd Maines - chitarra acustica, chitarra pedal steel
- Jesse Taylor - chitarra elettrica
- Rick Hulett - dobro
- Bobby Emmons - pianoforte elettrico, organo
- Gregg Wright - basso
- Steve Keeton - batteria

Treat Me Like a Saturday Night
- Joe Ely - voce, chitarra acustica, chitarra elettrica, chitarra slide dobro
- Chip Young - chitarra acustica, chitarra elettrica
- Jesse Taylor - chitarra elettrica
- Lloyd Maines - chitarra pedal steel
- Bobby Emmons - pianoforte
- Gregg Wright - basso
- Steve Keeton - batteria
- Farrell Morris - percussioni

All My Love
- Joe Ely - voce, chitarra acustica
- Ray Edenton - chitarra acustica
- Jesse Taylor - chitarra elettrica
- Lloyd Maines - chitarra pedal steel
- Bobby Emmons - pianoforte
- Gregg Wright - basso
- Steve Keeton - batteria
- Rick Hulett - armonie vocali

Johnny Blues
- Joe Ely - voce, chitarra acustica, armonie vocali
- Chip Young - chitarra acustica, chitarra elettrica, chitarra elettrica ritmica
- Jesse Taylor - chitarra elettrica solista
- Ray Edenton - chitarra F-hole
- Lloyd Maines - chitarra pedal steel
- Bobby Emmons - pianoforte
- Harrison Callaway (The Muscle Shoals Group) - tromba
- Charles Rose (The Muscle Shoals Group) - trombone
- Harvey Thompson (The Muscle Shoals Group) - sassofono tenore
- Ron Eades (The Muscle Shoals Group) - sassofono baritono
- Gregg Wright - basso
- Steve Keeton - batteria
- Farrell Morris - percussioni

Note aggiuntive
- Chip Young - produttore, ingegnere delle registrazioni
- Registrazioni effettuate al Young 'Un Sound di Murfreesboro, Tennessee (Stati Uniti)
- Masterizzato al MCA Recording Studios di Universal City, California
- Larry Boden - ingegnere del mastering
- Paul Milosevich - illustrazione copertina
- Jim Eppler - fotografie
- Ringraziamento speciale a: Don Caldwell[8]